# 麻雀愛上鳳凰
《麻雀愛上鳳凰》是一部結合愛情、搞笑的電視劇，由 巨人製作股份有限公司 製作，上海新文化廣播電視製作有限公司出品，中華電視公司無線台首播。故事描述女主角從湖南離鄉背井到上海發展，在上海生活中遇見討人厭的白馬王子，由厭轉愛的過程。

## 故事簡介
丁曉彤為了逃避父母安排與呂勁的婚禮，帶著招娣來到上海尋求發展，卻意外地從唐朝大飯店的樓上掉下來手機砸中招娣，曉彤接到一通綁架，高峰要求查探敵情與位置，曉彤一行人就勇敢地迎接這項任務，隨後高峰來到上海，彼此在電話中用STEVEN與TIFFANY來暱稱對方，STEVEN為了要答謝她，受到TIFFANY推托，因此STEVEN就等待著機會來報答TIFFANY，STEVEN就常打電話找TIFFANY，展開了一段電話情人。呂勁來到上海，曉彤與高峰、Larry在唱片行門口發生糾紛，呂勁見狀就反擊Larry，彼此就結下一段心結。曉彤應徵兼差卻意外找到高峰當小阿姨(女傭)，高峰受不了這位小阿姨一張嘴動不停，打電話問TIFFANY，TIFFANY建議方法是丟給她一大堆做不完的事，讓她沒空動那張嘴，曉彤卻也沒想到被自己整，此後這段漫長的麻雀愛上鳳凰故事就此展開。
最後卻因華視為了某些原因，而刪掉結局，呈現某種不知名卻自以為普羅大眾明瞭的感動，該劇播畢即造成廣大觀眾上該劇討論區要求還原結局。

## 角色介紹
- 高峰：

是一位來自台灣的年輕公子哥，有著沉穩冷靜的一面，卻是財氣粗大的企業危機處理專家，總是以為錢對任何事能迎刃而解。與李惠是情侶關係，在上海生活圈請了一位小阿姨(女傭)，為他生活帶來不少麻煩與樂趣，漸漸地不知不覺與小阿姨產生莫名的情感。
- 丁曉彤：

是一位個性直率、天真活潑、搞笑又古靈精怪的湖南女孩，時常對戀愛產生莫名的幻想。與呂勁是青梅竹馬關係，原本照著傳統要順理成章地結婚，後來逃婚來到了上海求發展，後來兼差當上高峰的小阿姨，接二連三地巧合安排與意外，曉彤與呂勁漸行漸遠，對高峰印象有所改觀。
- 李惠：

是一位對任何事有自信、主見的女人，也是聞名中外的巨星，在事業圈被認為是耍大牌的明星。與高峰是情侶關係，礙於工作而使得沒瑕陪在高峰身邊，為了躲狗仔與保護自己，種種因素加快兩人之間關係淡化，因此出現危機。
- Larry：是一位勢利眼又講求在商言商的人，對事業上能表現沉穩與主見。與高峰是高中同班同學，兩人關係向來十分融洽，直到丁曉彤來到高峰家當小阿姨，關係出現了劇烈變化。
- 呂勁：

是一位思想簡單、魯莽衝動，自稱是愛好習武之人，經常說永遠保護丁曉彤，卻不時惹她生氣。與丁曉彤是青梅竹馬關係，為了尋找新娘子，打聽到新娘跑去上海，隨後來到上海與丁曉彤一同發展。
- 孫招娣：

是一位有話直說、思想簡單卻偶爾開竅的女孩，毛病就是常惦記著吃飯。與丁曉彤是同鄉，伴著丁曉彤來到上海，後來喜歡上呂勁，因此常對呂勁關切示好。
- 秀秀：

是丁曉彤的室友，常熱情關切丁曉彤的感情。

## 演員
以下僅列出戲中常出現人物
- 李威 飾 高峰（Steven）
- 李小璐 飾 丁曉彤（Tiffany）
- 洪小鈴 飾 李惠
- 金佳 飾 呂勁
- 姚元浩 飾 Larry
- 陳德烈 飾 趙偉杰
- 張正藍 飾 高母
- 董唯嘉 飾 秀秀
- 郭超 飾 孫招娣
- 黃若白 飾 趙父
- 焦志方 飾 高父
- 余婭 飾 張姐
- 褚穎穎 飾 Michelle
- 杜敏 飾 陳麗 ( 店員 )
- 周可人 飾 小寶 ( 孤兒 )
- 戚薇 飾 琦薇 （客串－第8集，歌唱比賽8號選手）

## 音樂
片頭曲
- 裝傻

主唱：廖語晴(Linda)
片尾曲
- 沒有你我的手

主唱：朱峻偉(朱威旭)

## 外部連結
- 巨人製作《麻雀愛上鳳凰》官方網站
- 華視《麻雀愛上鳳凰》官方網站

## 作品的變遷
| 華視 八點劇場 星期一~五20:00 - 22:00   | 華視 八點劇場 星期一~五20:00 - 22:00      | 華視 八點劇場 星期一~五20:00 - 22:00 |
| -------------------------------------- | ----------------------------------------- | ------------------------------------ |
|                                        | 麻雀愛上鳳凰 （2007.06.25 - 2007.07.10 ） |                                      |
| 愛情新呼吸 （2007.06.06 - 2007.06.22） | 又見一簾幽夢 （2007.07.11 - 2007.08.10）  |                                      |